# 실버스타 코리아
실버스타 코리아는 2019년 실버아이TV에서 방송된 55세 이상 참가자를 대상으로 한 트로트 오디션 프로그램이다. 200여명이 참여했으며, 아마추어 8명, 기성 가수 8명이 본선에 진출했다. 우승자는 상금 500만원, 준우승자는 200만원, 3등은 100만원을 받는다.

## 결과
| 상   | 이름     |
| ---- | -------- |
| 대상 | 은정     |
| 금상 | 이인자   |
| 은상 | 엘포스트 |
| 동상 | 김다영   |